# Воронцов-Дашков, Илларион Иванович
Граф Илларио́н Ива́нович Воронцо́в-Да́шков (27 мая (8 июня) 1837, Санкт-Петербург, Российская империя — 15 (28) января 1916, Алупка, Таврическая губерния, Российская империя) — русский государственный и военный деятель из рода Воронцовых-Дашковых: министр Императорского Двора и уделов (1881—1897), председатель Исполнительной комиссии Российского общества Красного Креста (1904—1905), наместник Кавказа (1905—1915), канцлер Капитула российских императорских и царских орденов (1881—1897). Будучи личным другом Александра III, после убийства его отца организовал т. н. Священную дружину (1881).
Один из крупнейших землевладельцев России (совместно с женой владел более чем 160 тыс. га земли, несколькими маслобойнями и заводами, фабрикой и доходным домом, 10 нефтеносными участками на Апшеронском п-ове), а также Шуваловского парка в Парголово и Воронцовского дворца в Алупке.

## Учёба и начало военной службы
Родился в Петербурге, сын члена Государственного Совета, обер-церемониймейстера, д. т. с. графа Ивана Илларионовича Воронцова и его супруги Александры Кирилловны, урождённой Нарышкиной, внучки Л. А. Нарышкина, М. А. Сенявиной и Я. И. Лобанова-Ростовского. Крещён 5 июня 1837 года в Симеоновской церкви при восприемстве императора Николая I и великой княгини Елены Павловны.
Получил блестящее домашнее образование. Поступил в Московский университет (1855), где проучился лишь несколько месяцев, а в 1856 году был зачислен вольноопределяющимся в лейб-гвардии Конный полк, желая участвовать в Крымской войне. 25 марта 1858 года был произведён в корнеты и по личному прошению переведён на Кавказ, где принял активное участие в завершающихся операциях Кавказской войны.

## Военные действия на Кавказе
Участник военных действий на Кавказе в 1859—1862 годах:
- 1860 год — произведён в поручики за боевое отличие со старшинством с 17.09.1859 года.
- С 21.09.1861 года — штабс-ротмистр.
- 17.11.1862 года произведён в ротмистры за боевое отличие и пожалован во флигель-адъютанты.

Адъютант и командующий конвоя у князя А. И. Барятинского. С 1861 года — адъютант великого князя Александра Александровича, вскоре стал одним из его немногих близких друзей.

## В Туркестане

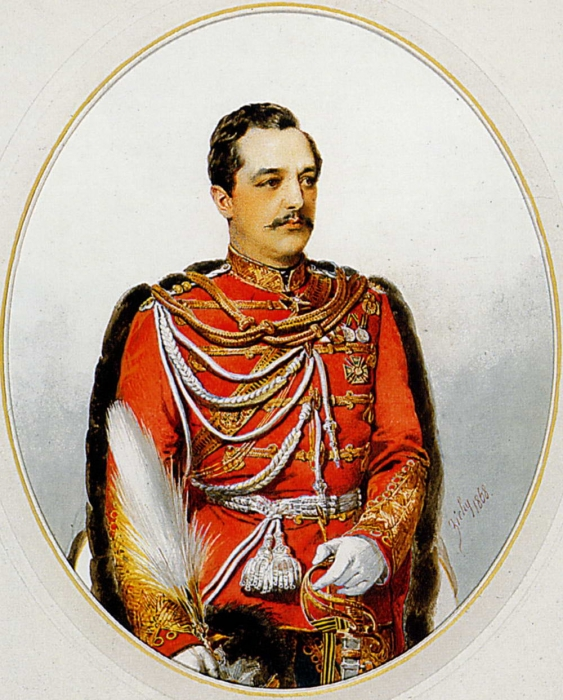
В молодости

В 1865 году в чине полковника был направлен служить в Туркестан к генералу Д. И. Романовскому на должность начальника штаба. 2 октября 1866 года, командуя южной группой в составе трёх штурмовых колонн, отличился при взятии бухарской крепости Ура-Тюбе, а 18 октября принял непосредственное участие в штурме Джизака. 28 октября 1866 года произведён в генерал-майоры с зачислением в Свиту Е. И. В. и назначен помощником военного губернатора Туркестанской области. За боевые отличия во время военных действий в Туркестане награждён орденом Св. Георгия 4-й степени (1867). После назначения К. П. фон Кауфмана Туркестанским генерал-губернатором Воронцов-Дашков покинул Среднюю Азию и вернулся в Петербург.

## В Петербурге

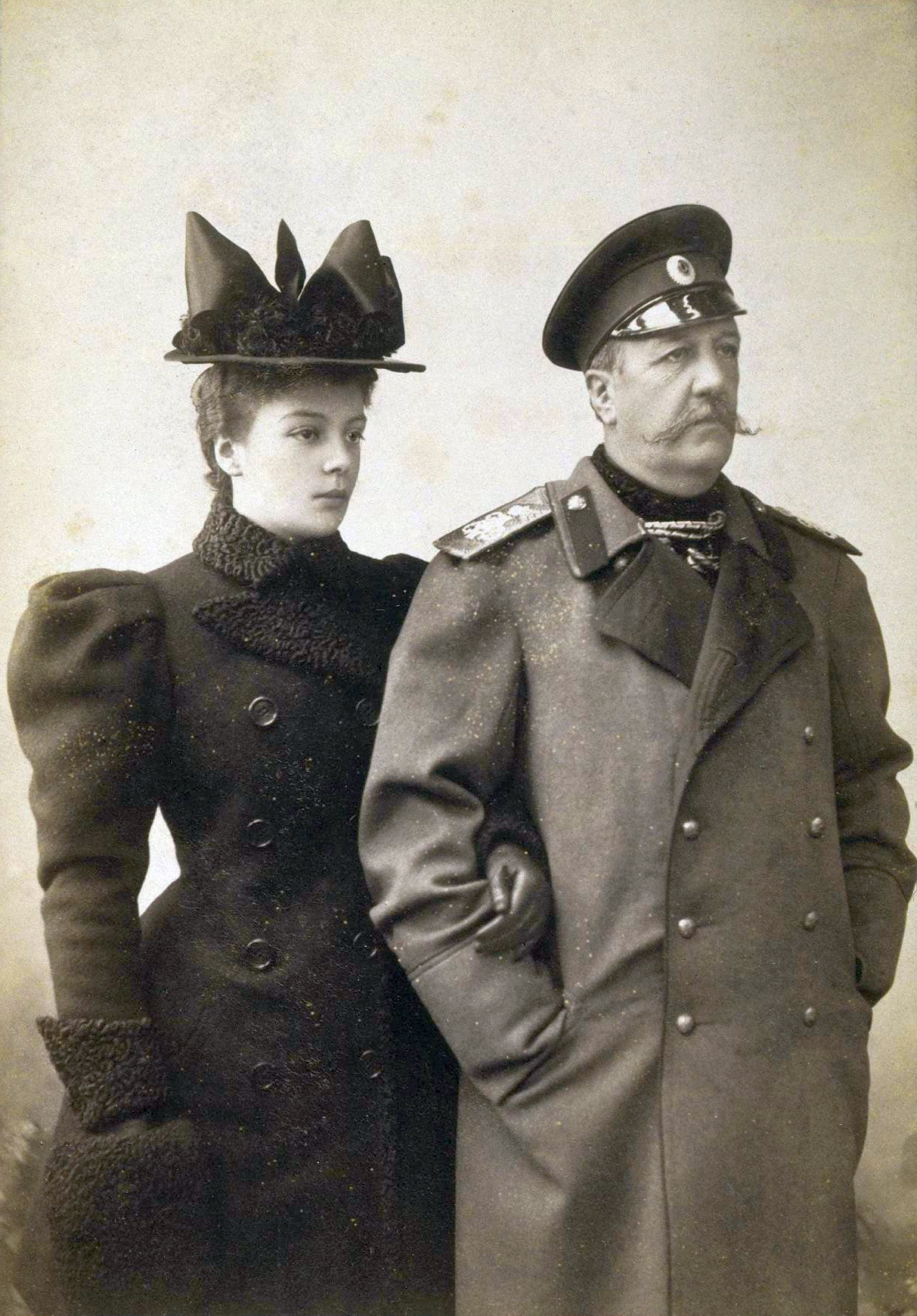
Портрет графа Иллариона Ивановича Воронцова-Дашкова с дочерью

После возвращения в Санкт-Петербург из Туркестанского похода женился на графине Е. А. Шуваловой, наследнице майората М. С. Воронцова, после чего стал одним из крупнейших землевладельцев России (площадь владений — около 485 тыс. десятин).
С 15 октября 1867 по 14 сентября 1874 г. — командир Лейб-гвардии Гусарского полка, одновременно со 2 октября 1873 г. по 14 сентября 1874 г. — командир 2-й бригады 2-й гвардейской кавалерийской дивизии. С 14 сентября 1874 по 23 июля 1878 года — начальник штаба Гвардейского корпуса (30 августа 1876 года произведён в генерал-лейтенанты), одновременно входил в состав Комитета по устройству и образованию войск (27.10—01.12.1894) и в Совет Главного управления государственного коннозаводства (01.12.1874—12.10.1878).
Во время русско-турецкой войны 1877—1878 годов командовал кавалерией Рущукского отряда (во главе отряда стоял наследник престола, будущий император Александр III, и его начальник штаба Пётр Ванновский). С 12 октября 1878 по 8 апреля 1881 года — начальник 2-й гвардейской пехотной дивизии. За боевые отличия награждён 16 апреля 1878 года орденом Белого орла с мечами.
В марте 1881 года Воронцов-Дашков организовал своеобразное тайное общество (которое должно было охранять личность императора и бороться с «крамолой» тайными средствами) под названием «Добровольная Охрана», потом переименованная в «Священную Дружину», в которое вступило немало высокопоставленных лиц (Победоносцев, Игнатьев, Катков).
Один из ближайших друзей Александра III. После восшествия на престол Александра III 1 июня 1881 года назначен начальником охраны его величества и главноуправляющим Государственным коннозаводством, а 17 августа 1881 г. также и министром Императорского Двора и уделов, канцлером российских императорских и царских орденов.
В 1883 году открыл в своём доме на Галерной улице бесплатную столовую для бедных, в которой ежедневно обедали более 50 человек.
30.08.1890 года произведён в генералы от кавалерии. В 1893 году назначен председателем Комитета для рассмотрения представлений к наградам.
С 1892 по 1909 г. был почётным членом «Ижоро-Рыбацкого общества охоты»

С 27 октября по 1 декабря 1894 г. состоял в Главном комитете по устройству и образованию войск. 

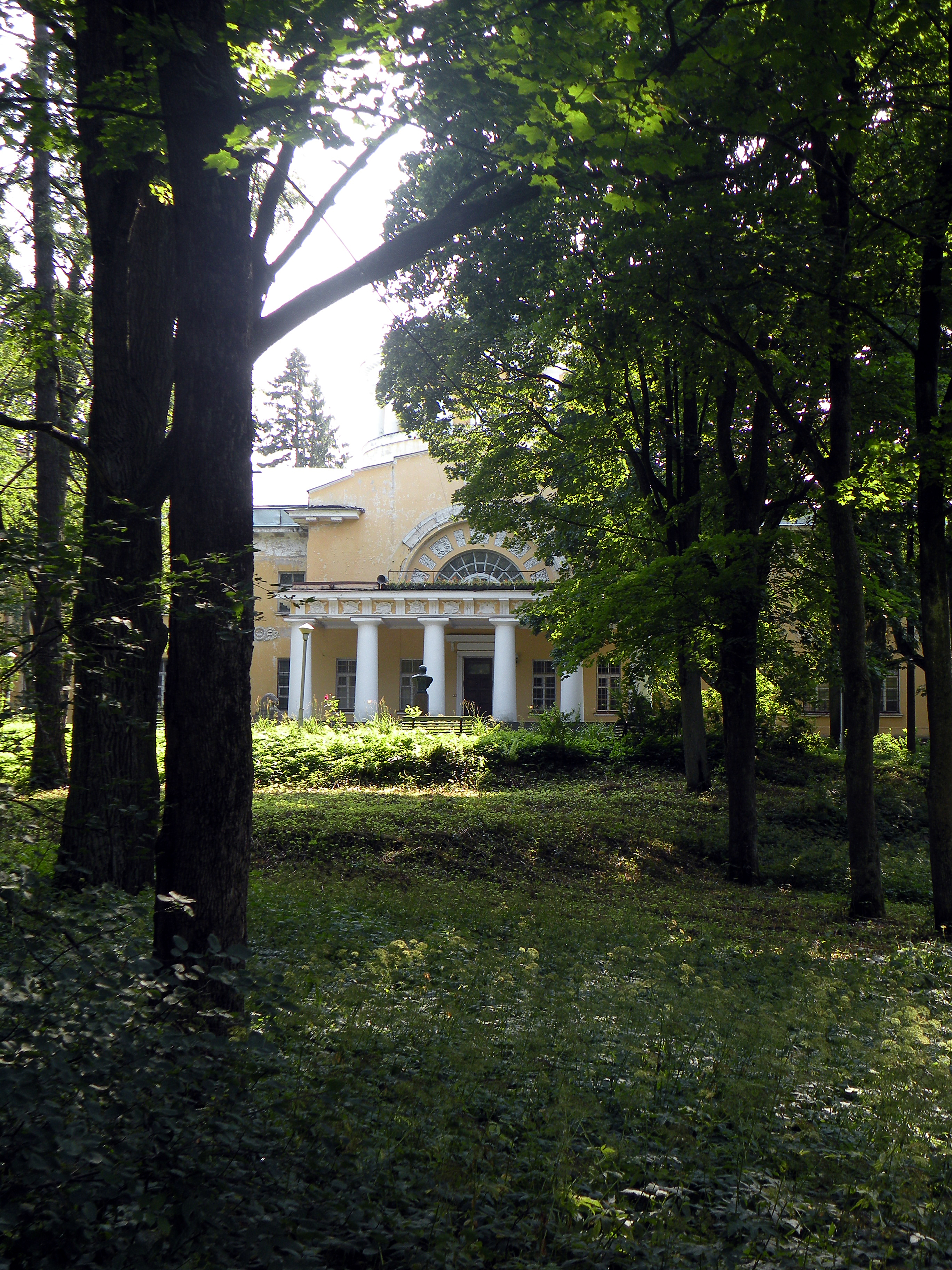
Дача И. И. Воронцова-Дашкова в Шуваловском парке

Весной 1896 года на него как на министра Императорского Двора были возложены все распоряжения по приготовлению к торжествам коронации Императора Николая II.
6 мая 1897 года освобождён от должности главноуправляющего и министра и назначен членом Государственного совета.

## Военные чины и свитские звания
- Вступил в службу (08.05.1856)[9]
- Корнет гвардии (Выс. пр. 25.03.1858)
- Поручик гвардии «за боевые отличия» (Выс. пр. 17.09.1859)
- Штабс-ротмистр гвардии «за отличие по службе» (Выс. пр. 21.09.1861)
- Ротмистр гвардии «за боевые отличия» (Выс. пр. 17.11.1862)
- Флигель-адъютант (Выс. пр. 17.11.1862)
- Полковник «за отличие по службе» (Выс. пр. 04.04.1865)
- Генерал-майор Свиты за основании Манифеста 18.02.1762 г. (Выс. пр. 28.10.1866)
- Генерал-адъютант (Выс. пр. 19.02.1875)
- Генерал-лейтенант — «за отличие по службе» (Выс. пр. 30.08.1876)
- Генерал от кавалерии — «за отличие по службе» (Выс. пр. 30.08.1890)
- Генерал, состоящий при Особе Его Величества (23.08.1915).

## Административная деятельность
С восшествием на престол императора Александра III граф Воронцов-Дашков был призван на пост главного начальника охраны императора, а 1 июня 1881 года назначен главноуправляющим государственным коннозаводством, которое тогда же было восстановлено как самостоятельное ведомство и 27 апреля 1882 года получило новое положение и штаты. К занятию этой должности граф был подготовлен своей предыдущей деятельностью как вице-президента Императорского Царскосельского скакового общества и президента Императорского Санкт-Петербургского рысистого общества. Граф Воронцов-Дашков стал главным коннозаводчиком империи, имея личный опыт, так как ещё в 1859 году он построил в своём тамбовском имении Ново-Томникове конный завод для разведения рысистых орловских лошадей.

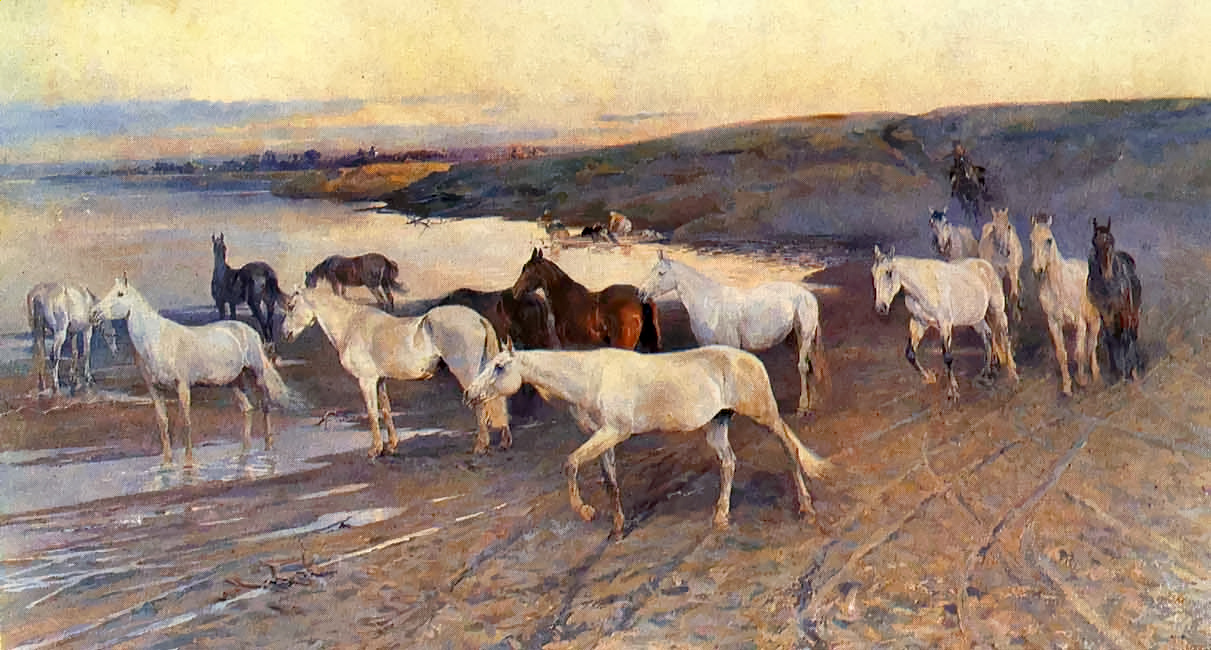
Табун маток Ново-Томниковского конного завода (картина Николая Самокиша)

Во время управления этим ведомством им было открыто 8 новых заводских конюшен, все государственные заводы улучшены, приобретено много новых производителей, вывод русских лошадей за границу удвоился (в 1881 г. было выведено 23 642, а в 1889 г. — свыше 43 000 особей); расширена деятельность рысистых и скаковых обществ, налажена более правильная выдача свидетельств рысистым лошадям, положено начало предохранительным прививкам вакцинами от заразительных болезней домашним животным по способу Пастера; при Беловежском и Хреновском заводах заведено сельское хозяйство и большое количество земли было возделано и засеяно; при Хреновском заводе учреждена, по его инициативе и на его личные средства, школа наездников.
17 августа 1881 г. был назначен министром Императорского двора, уделов и канцлером российских Императорских и Царских орденов, с оставлением главноуправляющим государственным коннозаводством.

Граф Воронцов-Дашков ни по уму, ни по образованию, ни по культуре не мог сравниться с Адлербергом; он в этом отношении гораздо ниже, слабее своего предшественника. Но тем не менее, он представляет собою русского барина с известными принципами, и по нынешнему безлюдью он является, во всяком случае, человеком, выдающимся по своему государственному и политическому поведению. Гр. Воронцов-Дашков был и остался до сих пор человеком довольно либерального направления; до некоторой степени он подбирал себе и таких сотрудников. Это не вполне нравилось Императору Александру III, а поэтому иногда Император относился к нему, то есть к некоторым его мнениям и действиям — отрицательно. Но тем не менее Император сохранил дружбу с Воронцовым-Дашковым до самой своей смерти.— Витте С. Ю. 1849—1894: Детство. Царствования Александра II и Александра III, глава 15 // Воспоминания. — М.: Соцэкгиз, 1960. — Т. 1. — С. 313. — 75 000 экз.
Во всех этих учреждениях произведены им существенные преобразования. В министерстве Императорского Двора до его назначения существовали ещё старинные штаты, по которым хозяйственной деятельностью ведали коллегиальные учреждения, с высокопоставленными лицами во главе и массой мелких чиновников с ничтожнейшим содержанием. Исходя из той мысли, что в хозяйственных делах, требующих распорядительности и личной инициативы, коллегиальность неуместна, он представил к упразднению все коллегии, заменил их новыми упрощёнными учреждениями и в то же время усилил контроль за деятельностью хозяйственных органов министерства. На подобных же началах преобразованы учреждения удельного ведомства, в котором произведены и другие существенные нововведения.
В 1885 году учреждено собственное страхование удельных имуществ путём отчисления страховых премий, прежде платившихся страховым обществам, в особый удельный страховой капитал, который превысил 400 000 руб. Кроме того, предпринято превращение удельных капиталов в земельную собственность, вследствие чего в 17 губерниях, преимущественно средней полосы России, приобретено 262 286 десятин на сумму 15 407 021 руб. Из государственных имуществ поступила в удел, по промену, Беловежская пуща с прилегающей к ней Свислочской лесной дачей, всего 114 993 десятины. Столь значительное расширение земельной собственности вызвало увеличение количества местных удельных управлений, а именно: учреждение кириловского и беловежского удельных управлений и саратовской удельной конторы.
За тот же период особое развитие получило в удельных имениях виноградарство и виноделие. В 1889 г. удельное ведомство приобрело вместе с имениями «Массандра» и «Айданиль» всё виноторговое дело под фирмой «Князя С. М. Воронцова». В удельных имениях в Крыму и на Кавказе занятая под виноградниками площадь достигла 558 десятин; для заведования этими имениями, в непосредственном ведении департамента уделов учреждены особые управления: четыре — на Кавказе и одно в Крыму. В 1887 г. в департамент уделов передано заведование Мургабским государевым имением в Закаспийской области.

## На Кавказе

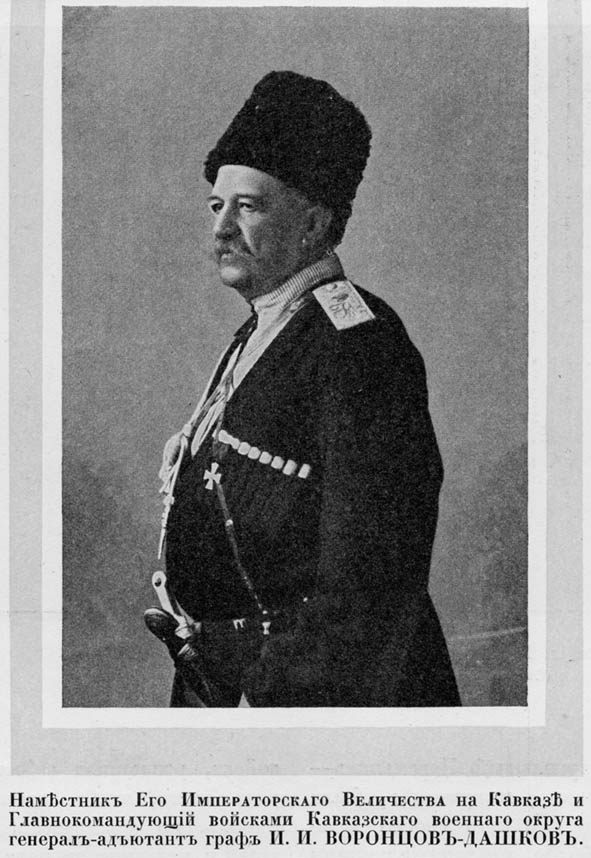
Наместник Его Императорского Величества на Кавказе и Главнокомандующий войсками Кавказского военного округа генерал-адъютант граф И. И. Воронцов-Дашков

27 февраля 1905 г. назначен наместником Кавказа, главнокомандующим войсками Кавказского ВО и войсковым наказным атаманом Терского и Кубанского казачьих войск. Во время революционного движения на Кавказе (1905—1906) он принял ряд суровых мер для его подавления, но не удовлетворил ими ни черносотенную печать, ни правых членов в Государственной думе, которые обвиняли его в «послаблениях» инородцам и революционерам.
Так, когда в Тифлисе в ноябре 1905 г. начались столкновения между татарами (совр. азербайджанцами) и армянами, то «в редакцию газеты „Возрождение“ были приглашены представители всех существующих в городе организаций, городского самоуправления, армян и мусульман. Всеми присутствовавшими одобрено было предложение социал-демократов (меньшевиков): 1) просить у наместника оружия для пролетариата, который в таком случае берёт на себя защиту населения и умиротворение враждующих сторон и 2) дать сознательных солдат для подавления беспорядков». Воронцов-Дашков предложение принял и к величайшему негодованию офицерства и администрации вооружил «туземцев»: 25 ноября РСДРП было выдано пятьсот ружей, распределявшихся по партийным спискам.
С началом Первой мировой войны, 30 августа 1914 г. назначен главнокомандующим Кавказской армией. Участия в разработке операций и руководстве войсками практически не принимал, передав командование армией генералу А. З. Мышлаевскому, после его смещения — генералу Н. Н. Юденичу. В ведении Воронцова-Дашкова сосредоточились вопросы тыла армии. Однако несмотря на это, 15 июля 1915 г. он был награждён орденом Св. Георгия 3-й степени. 23 августа 1915 г. освобождён от командования армией и назначен на высшую светскую должность — «состоять при Особе Его Величества».
В селе Быково, которое в XIX веке перешло к семейству И. И. Воронцова-Дашкова, архитектором Б. Симоном была перестроена усадьба в эклектическом варианте стиля неоренесса, построенная по проекту В. И. Баженова. В усадьбе находился туберкулёзный диспансер. Сейчас она находится в ведении Агентства по управлению и использованию памятников истории и культуры. Усадьба и прилегающий парк находятся в относительном запустении, тем не менее усадьба хорошо сохранилась. На фасадах здания герб и изображения лошадиных голов.
Умер 15 (28) января 1916 года в Алупке. Похоронен в родовом имении, при Благовещенской церкви с. Новотомниково Шацкого уезда (ныне — Моршанского района Тамбовской области).

## Семья

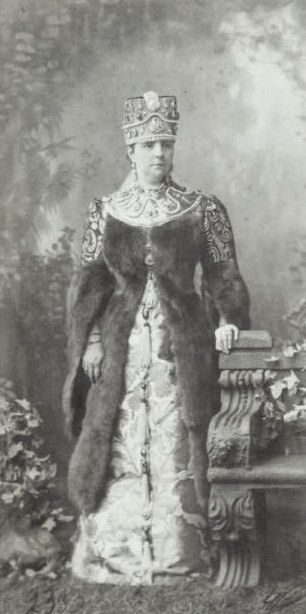
Елизавета Андреевна на костюмированном балу (1883)

Жена (с 22 января 1867 года) — графиня Елизавета Андреевна Шувалова (1845—1924), дочь Санкт-Петербургского губернского предводителя дворянства, действительного статского советника А. П. Шувалова, внучка первого кавказского наместника князя Михаила Семёновича Воронцова, приходившегося И. И. Воронцову-Дашкову троюродным дядей.
Дети:
- Иван (1868—08.12.1897[13]) — флигель-адъютант, полковник лейб-гвардии Гусарского Его Величества полка, прадед актрисы Анны Вяземски. Умер в Петербурге от гнойного заражения крови, погребён при Благовещенской церкви села Ново-Томниково Тамбовской губернии.
- Александра (1869—1959) — замужем за Московским губернатором, генерал-майором гр. П. П. Шуваловым.
- Софья (1870—1953) — замужем за д.с.с., гофмейстером Э. П. Демидовым, князем Сан-Донато. Занималась вместе с мужем благотворительностью[14].
- Мария (1871—1927) — замужем за членом 4-й Государственной думы, д.с.с. графом В. В. Мусиным-Пушкиным.
- Ирина (1872—1959) — замужем за флигель-адъютантом, полковником графом Д. С. Шереметевым.
- Роман (1874—1893) — гардемарин Морского кадетского корпуса, скоропостижно скончался от тифа за полгода до производства в мичманы, похоронен на Никольском кладбище Александро-Невской лавры.
- Илларион (1877—1932) — командир Кабардинского конного полка, георгиевский кавалер.
- Александр (1881—1938) — флигель-адъютант, полковник лейб-гвардии Гусарского полка. Был женат на княжне Анне Ильиничне Чавчавадзе (1891—1943), внучке генерал-майора князя Давида Александровича Чавчавадзе. В браке родились сыновья: Илларион и Александр[15].

## Награды
- Орден Святой Анны 4-й степени (24.03.1861)
- Золотая драгунская сабля с надписью «За храбрость» «за отличия в делах против горцев» (06.04.1862)
- Орден Святой Анны 3-й степени (30.08.1864)
- Орден Святого Владимира 4-й степени с мечами и бантом (16.05.1865)
- Орден Святого Георгия 4-й степени «За отличие при штурме Бухарской крепости Ура-Тюбе, 2 Октября 1866 года, где, начальствуя отдельною колонною, на штыках ворвался в город и отбил несколько орудий» (27.06.1867)
- Орден Святого Владимира 3-й степени с мечами (22.12.1867)
- Орден Святого Станислава 1-й степени (22.04.1868)
- Орден Святой Анны 1-й степени (30.08.1870)
- Орден Святого Владимира 2-й степени (16.08.1874)
- Орден Белого орла с мечами (16.04.1878)
- Орден Святого Александра Невского (15.05.1883)[16]
- Бриллиантовые знаки к ордену Святого Александра Невского (24.04.1888)
- Орден Святого Владимира 1-й степени (01.01.1894)
- Орден Святого Андрея Первозванного (14.05.1896)
- Бриллиантовые знаки к ордену Святого апостола Андрея Первозванного (11.08.1904)
- Портреты императоров Александра II и Александра III, осыпанные бриллиантами, для ношения на груди (25.03.1908)
- Портреты императоров Александра II, Александра III и Его Императорского Величества, украшенные бриллиантами, для ношения на груди (21.02.1913)
- Орден Святого Георгия 3-й степени «За искусное руководительство доблестной Кавказской армией, геройскими подвигами которой достигнуты блестящие боевые успехи в делах против турок» (15.08.1915)
- Знак отличия беспорочной службы за L лет (22.08.1912)

Иностранные::
- Прусский орден Красного орла 3-й степени (1864)
- Французский орден Почётного легиона, офицерский крест (1865)
- Гессен-Дармштадтский орден Филиппа Великодушного 2-й степени (1865)
- Саксен-Веймарский орден Белого сокола 3-й степени (1865)
- Вюртембергский орден Вюртембергской короны, рыцарский крест (1865)
- Французский орден Почётного легиона, командорский крест (1867)
- Австрийский орден Франца Иосифа, большой крест (1872)
- Прусский орден Красного орла 2-й степени со звездой (1883)
- Австрийский орден Железной короны 1-й степени (1874)
- Шведский орден Меча, большой крест (1875)
- Греческий орден Спасителя 1-й степени (1876)
- Датский орден Данеброг 1-й степени (1876)
- Румынский крест «За переход через Дунай» (1877)
- Прусский орден Красного орла 1-й степени (1881)
- Бриллиантовые знаки к датскому ордену Данеброг 1-й степени (1881)
- Сербский орден Таковского креста 1-й степени (1881)
- Черногорский орден князя Даниила I (1882)
- Австрийский орден Леопольда, большой крест (1883)
- Гессен-Дармштадтский орден Людвига, большой крест (1883)
- Испанский орден Карлоса III, большой крест (1883)
- Баденский орден Верности (1883)
- Вюртембергский орден Вюртембергской короны (1883)
- Бельгийский орден Леопольда I (1883)
- Болгарский орден «Святой Александр» 1-й степени (1883)
- Японский орден Восходящего солнца 1-й степени (1883)
- Баварский орден Гражданских заслуг Баварской короны, большой крест (1883)
- Нидерландский орден Нидерландского льва, большой крест (1883)
- Папский орден Пия IX большой крест (1883)
- Саксен-Кобург-Готский орден Саксен-Эрнестинского дома, большой крест (1883)
- Гессен-Дармштадтский орден Филиппа Великодушного, большой крест (1883)
- Французский орден Почётного легиона, большой крест (1883)
- Итальянский орден Святых Маврикия и Лазаря, большой крест (1884)
- Портрет персидского шаха с бриллиантами (1884)
- Прусский орден Красного орла, большой крест (1884)
- Венгерский орден Святого Стефана, большой крест (1884)
- Турецкий орден Османие 1-й степени (1887)
- Прусский орден Чёрного орла (1889)
- Мекленбург-Шверинский орден Вендской Короны, большой крест (1889)
- Сиамский орден Белого слона 1-й степени (1892)
- Цепь к шведскому ордену Серафимов (15.02.1892)
- Алмазные знаки к турецкому ордену Османие 1-й степени (1893)
- Датский орден Слона (1893)
- Румынский орден Звезды Румынии (1895)
- Ольденбургский орден Заслуг герцога Петра-Фридриха-Людвига, большой крест (1895)
- Китайский орден Двойного Дракона 1-й степени 3-го класса (1896)
- Сербский орден Белого Орла 1-й степени (1896)

## Сочинения
Перу Воронцова-Дашкова принадлежат:
- Письма И. И. Воронцова-Дашкова Николаю Романову. Красный архив. 1928. Т. I.
- Фадеев Р. А. Письма о современном состоянии России. 11 апреля 1879 — 6 апреля 1880, СПб., 1881, написал 10-ю главу.
- Воронцов-Дашков И. И. Всеподданнейшая записка по управлению Кавказским краем. — б.м.: Гос. типогр, 1907. — С. 164.

## Память
Имя Воронцова-Дашкова носит кубанская станица Воронцовская и посёлок городского типа Илларионово в Днепропетровской области Украины. Также в честь Воронцова-Дашкова названа Тамбовская Казачья кадетская школа-интернат.